# Apochinomma
Apochinomma là một chi nhện trong họ Corinnidae.

## Các loài
- Apochinomma acanthaspis Simon, 1896
- Apochinomma armatum Mello-Leitão, 1922
- Apochinomma bilineatum Mello-Leitão, 1939
- Apochinomma constrictum Simon, 1896
- Apochinomma dacetonoides Mello-Leitão, 1948
- Apochinomma dolosum Simon, 1897
- Apochinomma formica Simon, 1896
- Apochinomma formicaeforme Pavesi, 1881
- Apochinomma formicoides Mello-Leitão, 1939
- Apochinomma myrmecioides Mello-Leitão, 1922
- Apochinomma nitidum (Thorell, 1895)
- Apochinomma pyriforme (Keyserling, 1891)